# 訃報 1992年6月
訃報 1992年6月（ふほう 1992ねん6がつ）では、1992年（平成4年）6月中に物故した、又は物故が報じられた人物についてまとめる。

## （1日 - 15日）

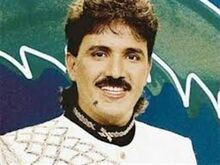
ラファエル・オロスコ・マエストレ / 6月11日没

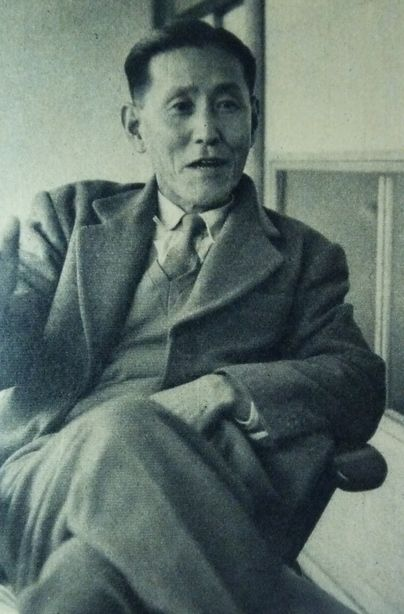
今西錦司 / 6月15日没

- 6月9日 - 平岡照章、作曲家（* 1907年）
- 6月9日 - 椋尾篁、アニメーション美術監督（* 1938年）
- 6月10日 - 中村八大、作曲家（* 1931年）
- 6月11日 - ラファエル・オロスコ・マエストレ、コロンビアの歌手（* 1954年）
- 6月15日 - 今西錦司、生態学者・人類学者（* 1902年）

## （16日 - 30日）

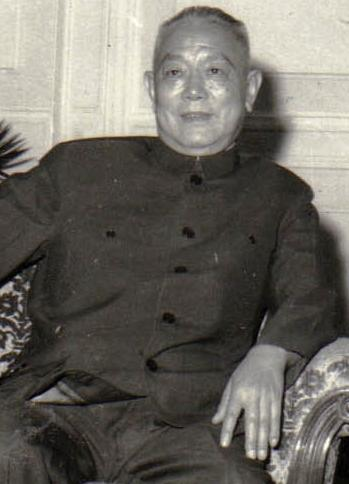
李先念 / 6月21日没

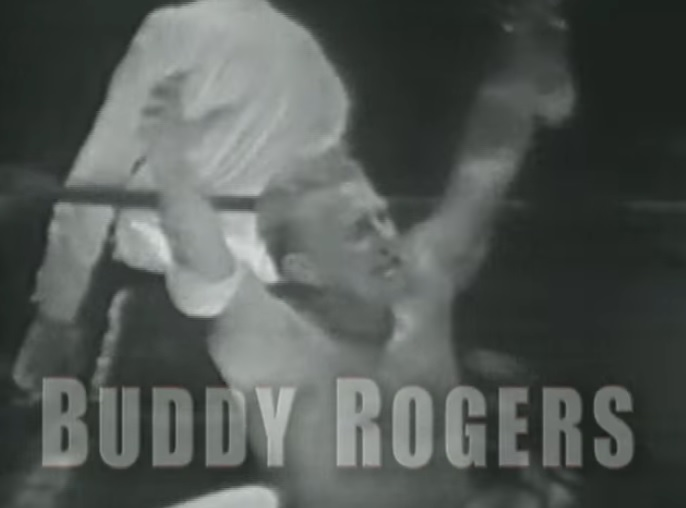
バディ・ロジャース / 6月26日没

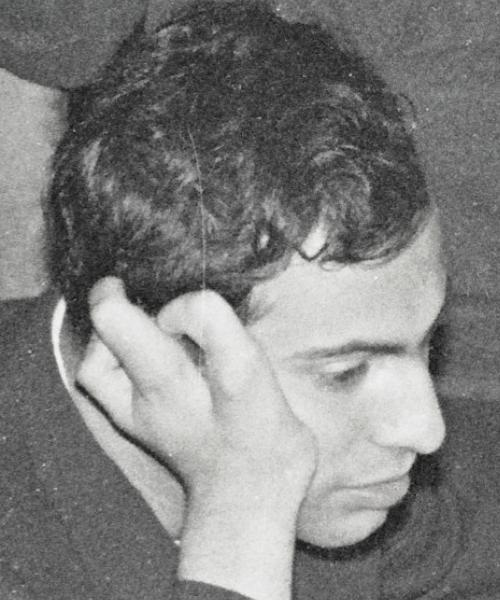
ミハイル・タリ / 6月28日没

- 6月18日 - 斎藤邦吉、政治家、元自由民主党幹事長（* 1909年）
- 6月21日 - 李先念、元中華人民共和国主席（* 1909年）
- 6月26日 - バディ・ロジャース、プロレスラー（* 1921年）
- 6月28日 - ミハイル・タリ、第10代チェスの世界チャンピオン（* 1936年）